# Vicente Requena «el Viejo»
Vicente Requena «el Viejo» es una personalidad controvertida de la pintura renacentista valenciana, oriundo de Cocentaina (Alicante) y presumiblemente activo a mediados del siglo XVI, aunque de él también se ha dicho que es un nombre de laboratorio y que únicamente habría existido un Vicente Requena pintor en Valencia, el que se identifica como el hijo o el joven.

## Biografía
Miembro de una familia de pintores, hijo de Gaspar Requena, apenas existen datos ciertos relativos a su vida, constando únicamente que, llamándosele «afamat pintor», en 1556 bautizó en la parroquia de San Martín de Valencia a un hijo también llamado Vicente, que más tarde también sería pintor. Orellana le atribuyó el desaparecido retablo de San Miguel en el convento de Santo Domingo de Valencia, del que podría proceder una tabla con la Rebelión de los ángeles conservada en el Museo de Bellas Artes de Valencia con alguna otra tabla de estilo cercano aunque no documentada.
Por razones estilísticas Fernando Benito le atribuyó una colaboración con Juan de Juanes en el retablo con escenas de la Pasión y de la vida de San Esteban de su iglesia de Valencia, pintado hacia 1556, en el que serían de Requena tres de las tablas: la Oración en el huerto y los Improperios que formaban parte de la predela y se conservan in situ, y San Esteban ordenado como diácono, guardada en el Museo del Prado a donde llegó procedente de la colección real, tras la venta del retablo a Carlos IV en 1801. La atribución de estas tablas a Requena la basó Benito Domenech en lo que estimó afinidad con las tablas del retablo de la Adoración de la iglesia de Santa María de Requena, desaparecidas en la guerra civil española pero conocidas por antiguas fotografías. Esa atribución, conservada todavía en 1995 cuando nuevos hallazgos documentales permitieron datar el retablo —o al menos alguna de sus tablas— en 1562, ha sido desplazada en el museo del Prado por la atribución a Onofre Falcó, aceptando un comentario del canónigo Vicente Victoria, primer biógrafo de Juanes, según el cual el duque de Calabria habría encomendado, a modo de concurso, pintar una de las historias a Juanes y otra a Onofre Falcó. La colaboración de este con el taller de Juanes, plenamente documentada en otros encargos, refuerza además esta última atribución.
A Vicente Requena el Viejo podría deberse, por otra parte, una Piedad conservada en la catedral de Valencia a la que llegó después de 1936.